# لوریاتو
لوریاتو (به ایتالیایی: Lograto) یک کومونه در ایتالیا است که در استان برشا واقع شده‌است.

## خصوصیات
لوریاتو ۱۲٫۱ کیلومترمربع مساحت و ۳٬۹۱۳ نفر جمعیت دارد و ۱۱۰ متر بالاتر از سطح دریا واقع شده‌است.